# Дејан Рађеновић
Дејан Рађеновић (Београд, 8. мај 1975) бивши је српски фудбалер, а садашњи фудбалски тренер.

## Каријера
Прошао је све млађе категорије Партизана, дебитовао у сезони 1997–98, али никада није добио праву шансу. У каријери је наступао за нижеразредни клуб Младост Умчари, кулски Хајдук (1996–97), београдски Рад (1997–98), ОФК Београд (1998–2001). Најбољи део каријере је провео у Железнику (2001–2005). Постигао је погодак са којим је тај клуб освојио Куп Србије и Црне Горе 2005, био је стрелац гола у последњем минуту финала против Црвене звезде.
Као интернационалац наступао за туниски Сфакс са којим је освојио афричку Лигу шампиона, а играо је још за кинески Шенџен и турски Самсунспор. Враћа се у отаџбину и брани боје Смедерева (2005–06), Баната из Зрењанина (2006–07) и Вождовца (2007–08). Од јануара 2008. наступао за клуб из Републике Српске ФК Лакташи, да би у августу 2008. године постао члан српсколигаша Слоге из Краљева. На крају богате каријере носио је дрес београдског Графичара, још једном Железника и Радничког са Новог Београда.
За репрезентацију СР Југославије одиграо је два меча, оба на Кирин купу 2001. године против Парагваја и Јапана.

## Трофеји

### Железник
- Куп Србије и Црне Горе (1) : 2005.